# Dudás Kálmán (költő)
Dudás Kálmán (Kishegyes, 1912. augusztus 27. – Budapest, 1983. július 17.) magyar költő, műfordító.

## Élete
A gimnáziumot Verbászon végezte el. Érettségiző diák korában már jelentek meg írásai a Vajdasági írásban, a Naplóban, az újvidéki Reggeli újságban. Zágrábban diplomázott gyógyszerészetből 1935-ben.  1930-tól több antológiában is szerepelt.
Állandó munkatársa lett a Kalangyának, az Erdélyi Helikonnak, a Forrásnak, a Hídnak, a Magyar Csillagnak. Bácstopolyán kezdett el gyógyszerészként dolgozni 1935-1944 között többször kénytelen más városba költözni. 1946-ban gimnáziumi tanár lett Bácstopolyán. Egy év múlva Budapestre költözött. Itt is halt meg.

## Munkássága
Eleinte a népi írók csoportjához tartozott később az időmértékes, jambikus verselést követte. Verseinek fő témája a táj és a szülőföldhöz való ragaszkodás. Ritkán megszólaló költők közé tartozott. Műfordítóként Miroslav Krleža regényeinek első bemutatója.

## Művei
- Déli szél (versek, 1930)
- Vád helyett (versek, 1941)
- Egy marék föld (versek, 1944)
- E. Kazekevics: Tavasz az Oderán (1950, regény műf.)
- G. Berjozko: Békés város (1952, regény műf.)
- Miloslav Krleza: A Glembay család, (1956, regény műf.)
- D. Cosic: Gyökerek (1958, regény. műf.)
- O. Davico:Beton és jánosbogarak (1958, regény műf.)
- Szederillat (vál. versek, 1961)
- R. Konstantinović: Tiszták és piszkosak (1964, regény műf.)
- Miloslav Krleza: A Gembayak (1964, próza műf.)
- P. Šegedin:Magánosak(regény 1965, műf.)
- B. Ćopić: A nyolcadik offenzíva (regény 1966, műf.)
- M. Lalić:Siralomhegy (regény 1968, műf.)
- M. Oljača: Bujócska (regény, 1970 műf.)
- Sugaras evezőkkel (versek, 1971)
- E. Kos: Hálók (regény, 1971 műf.)
- I. V. Lalić: A Szerelem művei (vál.versek, 1971 műf.)
- Percek pillaközén (versek, 1975)
- M. Lalić:Gonosz Tavasz (regény, 1975 műf.)
- Kettős szélárnyék (versek, 1981)[9]

## Díjai, elismerései
- A Szerb PEN-Club díja (1971)
- A Munka Érdemrend ezüst fokozata (1972)
- A Horvát Írószövetség díja (1978)
- Julie Benesic-díj (1978)